# Lucas Alamán
Lucas Ignacio José Joaquín Pedro de Alcántara Juan Bautista Francisco de Paula Alamán y Escalada (Guanajuato, 18 de Outubro de 1792 - Cidade do México, 2 de Junho de 1853) foi um político, empresário e historiador mexicano, tendo ocupado vários cargos governativos.
Fez os seus estudos no Real Colégio de Minas de Nueva España. Fez muitas viagens pelo mundo tanto de índole diplomática como científica, sendo considerado um dos mais cultos mexicanos do seu tempo. Antes da guerra de independência foi representante da Nova Espanha em Madrid e após esta tornou-se num dos mais activos políticos do México independente.
Fez parte do triunvirato presidencial de 1829 presidido por Pedro Vélez. Em 1830, durante o mandato presidencial de Anastasio Bustamante, Lucas Alamán criou o Banco Nacional del Avío, o primeiro banco mexicano, que permitiria ao México iniciar a sua vida económica independente. Entre as suas criações mais importantes encontram-se ainda o Museo de História Natural na Cidade do México e o Archivo Nacional de la Nación.
Lucas Alamán ocupou por diversas ocasiões o cargo de ministro dos negócios estrangeiros, tendo conseguido um acordo com os Estados Unidos sobre as fronteira entre os dois países, antes da Guerra Mexicano-Americana; sugeriu que se levasse a cabo a colonização das províncias do norte do México (sobretudo do Texas) como forma de obstar às pretensões americanas sobre estes territórios.
Político conservador, defendeu sempre uma organização centralista do México. Diz-se que esteve ligado à conspiração para assassinar Vicente Guerrero.
Aficionado da natureza, sobretudo como coleccionador de orquídeas, viu o seu nome atribuído a um género de orquídeas endémicas do México, Alamania.
Como historiador destacam-se de entre as suas numerosas publicações, Historia de México, Disertaciones sobre la historia de la República Mexicana, Historia de la conquista de México.
Por altura da sua morte, preparava-se para mais uma vez ocupar o cargo de ministro dos negócios estrangeiros.